# Apró nektármadár
Az apró nektármadár (Leptocoma minima) a madarak osztályának a verébalakúak (Passeriformes) rendjébe, ezen belül a nektármadárfélék (Nectariniidae) családjába tartozó nem.

## Rendszerezése
A fajt William Henry Sykes skót ornitológus írta le 1832-ben, a Cinnyris nembe Cinnyris minima néven. Sorolták a Nectarinia nembe Nectarinia minima néven is.

## Előfordulása
Indiában, a Nyugati-Ghátok területén honos. Természetes élőhelyei a szubtrópusi és trópusi síkvidéki esőerdők és száraz erdők, valamint ültetvények és kertek.

## Megjelenése
Testhossza 8 centiméter, testtömege 4-6 gramm.

## Életmódja
Nektárral táplálkozik, de főleg a fiatalok etetésekor sok rovart is fogyaszt.

## Szaporodása
|  |

## Természetvédelmi helyzete
Az elterjedési területe nagy, egyedszám pedig stabil. A Természetvédelmi Világszövetség Vörös listáján nem fenyegetett fajként szerepel.